# براسات فيميان أكاس
براسات فيميان أكاس (بالخميرية: ប្រាសាទភិមានអាកាស) أو براسات ڤيميان أكاس (بالخميرية: ប្រាសាទវិមានអាកាស) وتعني المعبد السماوي هو معبد هندوسي يقع ضمن مواقع أنغكور في مدينة أنغكور ثوم الملكية عاصمة إمبراطورية الخمير سابقاً في دولة كمبوديا حالياً. المعبد مبنيٌ على نفس أسلوب بناء مبنيي الخليانغ وقد ابتدأ بناؤه في نهاية القرن العاشر الميلادي خلال حكم الملك راجيندرافارمان الثاني (من 941 إلى 968) وانتهى في عهد سوريافارمان الأول (من 1006 إلى 1050). للمعبد شكل هرمي مدرج من ثلاث طبقات وفي الطبقة العلوية شرفة على حوافها وكان يوجد بأعلاه برجٌ سابقاً.

## الإشارات والمصادر

### الإشارات
1. ↑  مذكور في: جيونيمز. الوصول: 6 أبريل 2015. لغة العمل أو لغة الاسم: الإنجليزية. تاريخ النشر: 2005.
2. ↑  "Phimean Akas - Aerial Palace". tourismcambodia.com. Tourism Cambodia. مؤرشف من الأصل في 2018-06-18. اطلع عليه بتاريخ 2017-05-21.
3. ↑  George Coedès. 115 and 135.
4. ↑  Higham, Charles. 371

## معرض صور

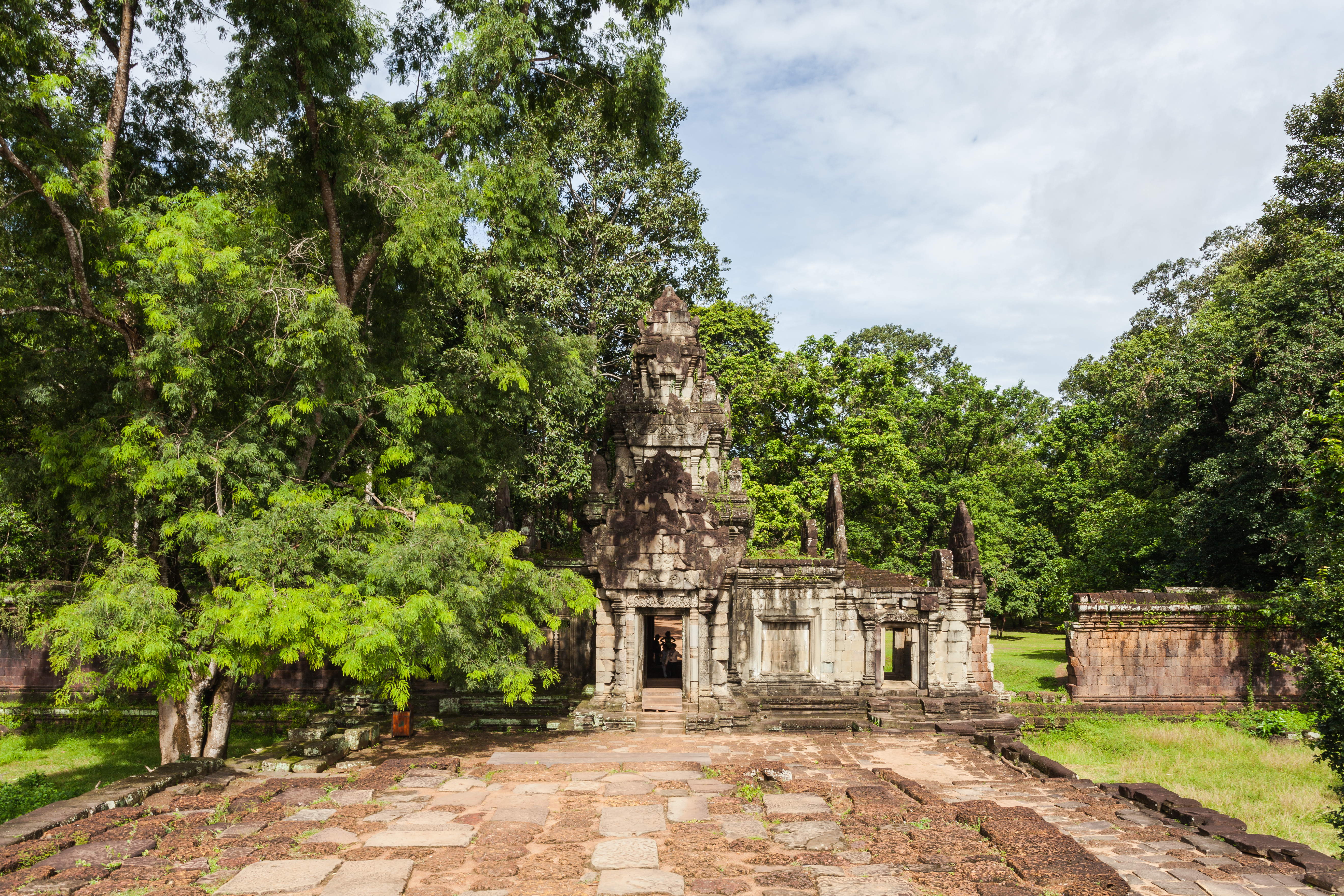
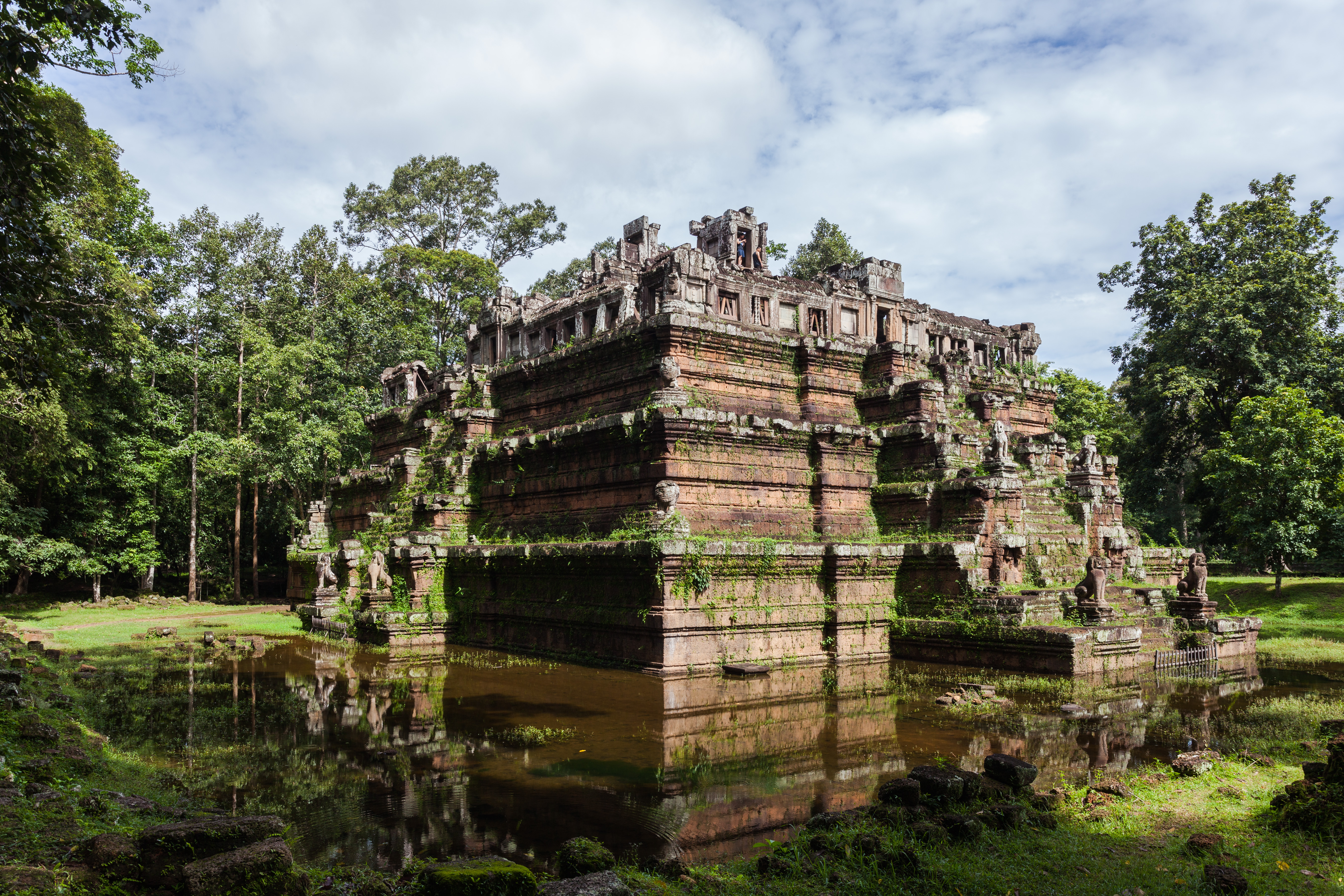
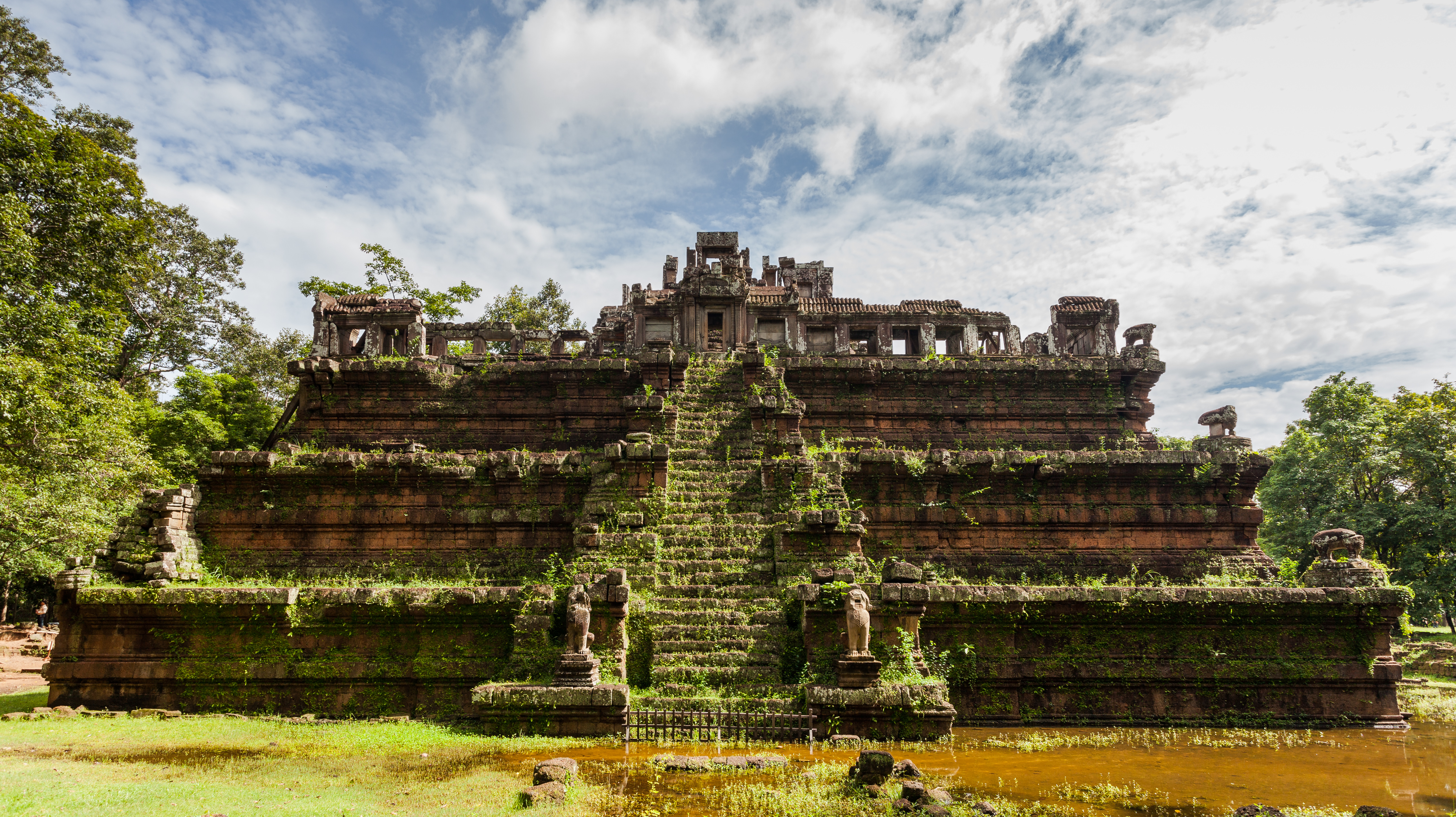
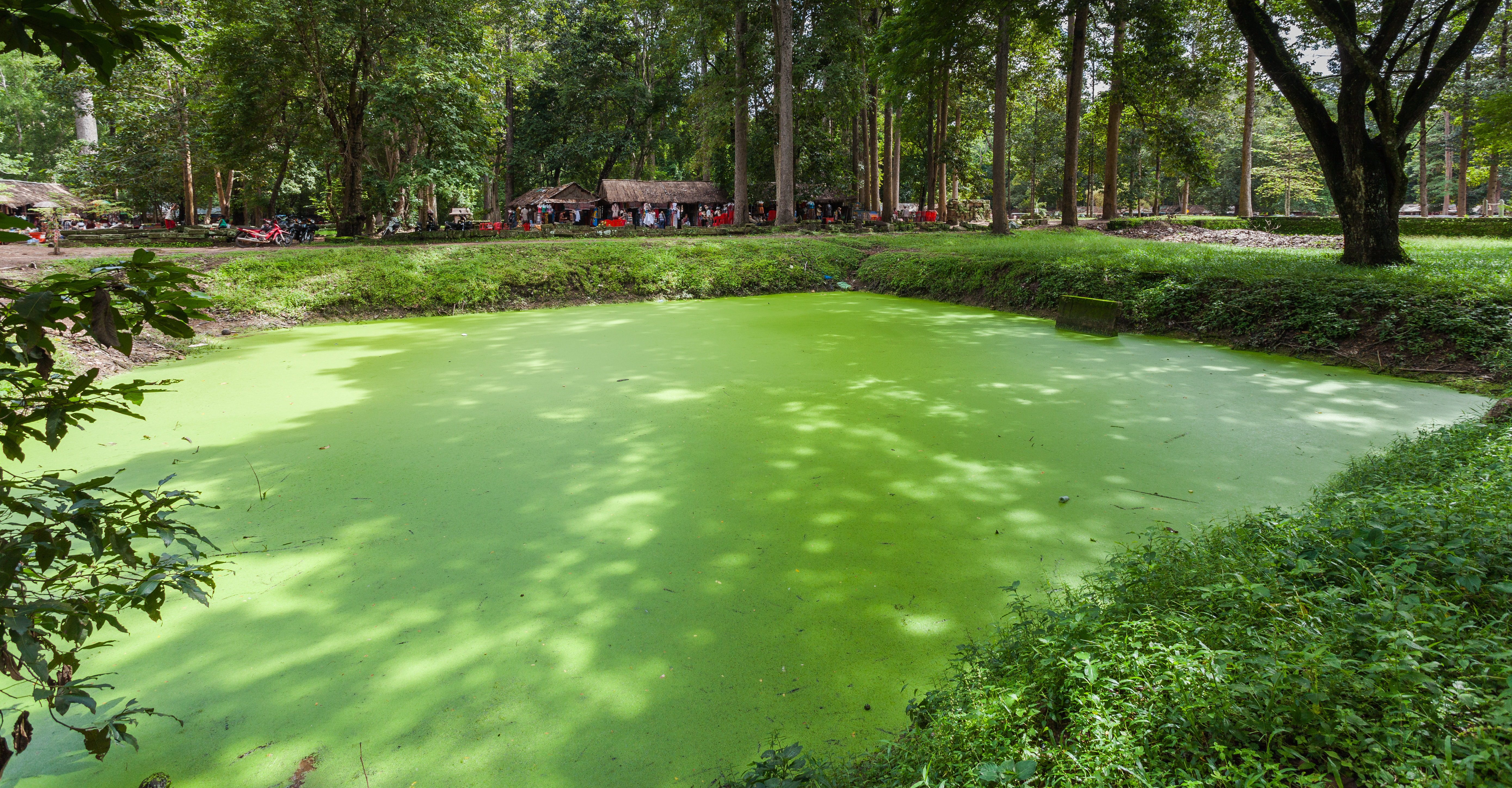
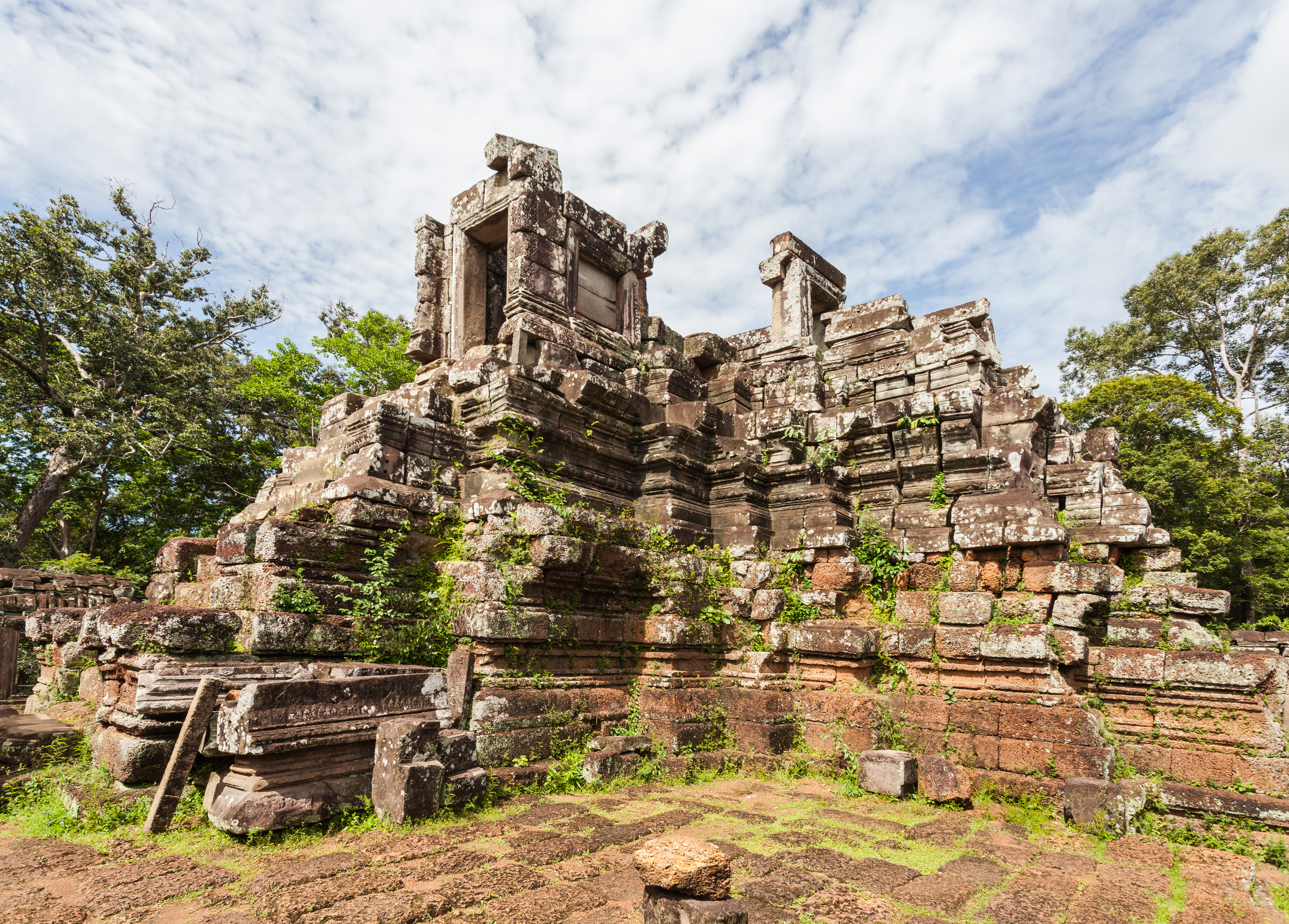